# كريستوفر د. سوليفان
كريستوفر د. سوليفان (بالإنجليزية: Christopher D. Sullivan)‏ هو سياسي أمريكي، ولد في 14 يوليو 1870 في نيويورك في الولايات المتحدة، وتوفي بنفس المكان في 3 أغسطس 1942. حزبياً، نشط في الحزب الديمقراطي. وقد انتخب عضو مجلس ولاية نيويورك وانتخب عضو مجلس النواب الأمريكي.